# 奧蒂戈鎮區 (伊利諾伊州費耶特縣)
奧蒂戈鎮區（英語：Otego Township）是位於美國伊利諾伊州費耶特縣的一個行政鎮區。

## 地方資料
根據2010年美國人口普查的數據，奧蒂戈鎮區的面積為91.70平方千米，當中陸地面積為91.50平方千米，而水域面積為0.20平方千米。當地共有人口1470人，而人口密度為每平方千米16.03人。